# Halal Bae
Halal Bae, nombre artístico de Sherif Talaab (Alejandría, 1988), es una artista drag egipcia-canadiense, conocida por competir en la tercera temporada de Canada's Drag Race.

## Primeros años
Halal Bae es de ascendencia egipcia-palestina y fue criado por una familia musulmana en el Medio Oriente.

## Carrera
Halal Bae es una artista drag. Ganó prominencia en Toronto y fue nombrada la mejor artista drag de la ciudad por la revista NOW en 2020. Compitió en la tercera temporada de Canada's Drag Race y fue la primera concursante eliminada de la competencia. Halal Bae también fue la primera concursante en tener bigote, lo que Screen Rant dijo "[amplió] la idea de lo que significa ser un artista drag y cómo deben verse las drag queens para ser consideradas válidas". Tobin Ng de Broadview dijo que Halal Bae recibió elogios en las redes sociales "por traer representación musulmana y de Medio Oriente al programa". Michel Cook de la revista Instinct escribió: "No sólo ayudaron a romper los estereotipos sobre lo que realmente es una persona musulmana y queer, sino que Bae es la primera persona norteafricana en participar en la competencia Drag Race".
Fuera del mundo drag, Halal Bae ha trabajado como directora de proyectos.

## Vida personal
Halal Bae es una persona queer y vive en Toronto. CBC la ha descrito como una "reina activista árabe musulmana". Según The New Arab, ella es "una firme defensora de una Palestina libre". Halal usa el pronombre «ella» cuando actúa en drag, y los pronombres «él» y «elle» en su vida habitual.